# Головки (зупинний пункт)
Головки — пасажирська зупинна платформа Коростенського напрямку Коростенської дирекції залізничних перевезень Південно-Західної залізниці. Розташована біля села Головки.
Платформа розміщується між зупинною платформою Пиріжківський (відстань — 8 км) та зупинною платформою Тишів (відстань — 4 км). Відстань від станції Київ-Пасажирський — 118 км.
Лінія, на якій розташовано платформа, відкрита 1902 року як складова залізниці Київ — Ковель.
Роз'їзд Головки виник на початку 1900-х років, з тих часів збереглася типова будівля вокзалу. Електрифіковано лінію, на якій розташована станція, 1982 року.

## Селище
До 1923 року входило до складу Малинської волості Радомисльського повіту Київської губернії. У 1923 році включене до складу новоствореної Головківської сільської ради, яка 7 березня 1923 року увійшла до складу новоутвореного Малинського району Малинської округи. Станом на 1 вересня 1946 року не значилося на обліку населених пунктів.